# Dagmar Herzog
Dagmar Herzog (* 1961) ist eine US-amerikanische Historikerin und Professorin für Geschichte an der City University of New York und eine führende Expertin für Sexualmoral im europäischen Faschismus und für Zeitgeschichte in den USA.

## Leben
Herzog absolvierte den B.A. an der Duke University mit der Beurteilung summa cum laude, zum Ph.D. wurde sie an der Brown University promoviert. Sie lehrte danach zunächst an der Michigan State University, bevor sie Mellon Fellow an der Harvard University und Mitglied des Institute for Advanced Study in Princeton wurde. Im Jahr 2005 ging sie an das Graduate Center der City University in New York.
Herzog ist die Tochter Frederick Herzogs, eines deutschstämmigen Professors für Protestantische Theologie an der Duke University.

## Werk
Herzogs Arbeitsschwerpunkte sind die Geschichte von Sexualität und Gender sowie von Theologie und Religion in der Moderne und damit verbunden die Geschichte des Holocausts und der Beziehungen zwischen Juden und Christen.
Eines ihrer interessanten Forschungsergebnisse besteht in der Erkenntnis, dass der Diskurs über Sexualität eine erhebliche Rolle in der deutschen Vergangenheitsbewältigung spielt. Danach ist der Konservatismus der 1950er Jahre in der Sexualmoral als säubernde Reaktion auf eine insbesondere von den großen christlichen Kirchen als libertär dargestellte Sexualität des Nationalsozialismus zu verstehen. Diese Restauration habe dabei jedoch verkannt, dass Deutschland in Sachen Sexualität bereits vor und unabhängig von der nationalsozialistischen Ideologie in den 1920er Jahren eines der freizügigsten Länder war. Andererseits stehe auch die Rückführung des Holocausts auf das vorgeblich sexuell verklemmte Spießertum des Nationalsozialismus durch die 68er-Bewegung im Widerspruch zu den historischen Fakten zur Sexualität im Dritten Reich, habe aber die Funktion gehabt, die Front der konservativen Sexualmoral der 1950er Jahre aufzubrechen.
Was den inneramerikanischen Diskurs angeht, haben Herzog zufolge die amerikanische Religiöse Rechte und die Evangelikalen, entgegen dem Klischee von den prüden Konservativen, viel aus der Sexuellen Revolution gelernt. Eine daraus resultierende neue Sexualisierung, die insbesondere auf die Paarbeziehung abziele, erfasse ebenso die Linke bzw. die liberale Szene. Die Sehnsucht nach perfektem Sex wie der Anspruch darauf seien allgegenwärtig, obwohl sie einem realistischen Umgang mit eigenen Unzulänglichkeiten entgegenstünden.
Trump habe, so Herzog, 2016 die US-amerikanischen Wahlen gewonnen, weil er das männliche Rollenbild zwar primitiv, aber doch konventionell verkörpert habe; zudem sei er bereit gewesen, sich dafür einzusetzen, Abtreibung wieder zu bestrafen.

## Veröffentlichungen (Auswahl)

### Bücher
- Eugenische Phantasmen. Eine deutsche Geschichte. Frankfurter Adorno-Vorlesungen 2021. Aus dem Amerikanischen von Ulrike Bischoff (Berlin: Suhrkamp 2024), ISBN 978-3-518-58814-7.
- Cold War Freud. Psychoanalysis in an Age of Catastrophes (Cambridge University Press 2016).
  - Deutsche Übers.: Cold War Freud. Psychoanalyse in einem Zeitalter der Katastrophen (Berlin: Suhrkamp 2023), ISBN 978-3-518-29993-7.
- Sexuality in Europe. A Twentieth-Century History (Cambridge University Press 2011).
- Sex in Crisis. The New Sexual Revolution and the Future of American Politics (Basic 2008).
- Sex after Fascism. Memory and Morality in Twentieth-Century Germany (Princeton, Oxford: Princeton University Press 2005), ISBN 0-691-11702-0.
  - Deutsche Übers.: Die Politisierung der Lust. Sexualität in der deutschen Geschichte des 20. Jahrhunderts (München: Siedler Verlag/Random House 2005), ISBN 978-3-88680-831-1; Neuauflage: Psychosozial-Verlag 2021, ISBN 978-3-8379-3047-4.
- Intimacy and Exclusion. Religious Politics in Pre-Revolutionary Baden (Princeton, NJ: Princeton Univ. Press 1996; Transaction 2007), ISBN 0-691-04492-9.
- The New Fascist Body (Berlin: Wirklichkeit Books 2025), ISBN 978-3948200213.

### Herausgeberschaften
- Brutality and Desire. War and Sexuality in Europe’s Twentieth Century (Palgrave 2009), ISBN 978-0-230-28563-7.
- mit Daniel Fulda, Stefan-Ludwig Hoffmann, Till van Rahden: Demokratie im Schatten der Gewalt. Geschichten des Privaten im deutschen Nachkrieg (Göttingen: Wallstein 2008).
- (mit Gunter Bischof, Anton Pelinka und Josef Köstlbauer): Sexuality in Austria (Transaction 2007).
- Lessons and Legacies VII. The Holocaust in International Perspective (Northwestern 2006).
- Sexuality and German Fascism (New York, Oxford: Berghahn 2005), ISBN 1-57181-551-1.

### Aufsätze und Rezensionen
- The Death of God in West Germany. Between Secularization, Postfascism, and the Rise of Liberation Theology, in: Die Gegenwart Gottes in der Moderne, Hrsg. Michael Geyer und Lucian Hölscher (Göttingen: Wallstein 2006), ISBN 978-3-8353-0007-1.
- How Jewish is German Sexuality? Sex and Antisemitism in the Third Reich, in: German History from the Margins, Hrsg. Neil Gregor u. a. (Indiana 2006).
- The Reception of the Kinsey Reports in Europe, in: Sexuality and Culture 10/1 (Winter 2006).
- Sexuality in the Postwar West, in: Journal of Modern European History 78 (März 2006).
- Sex war Gestern, in: Cicero (Januar 2006).
- East Germany’s Sexual Evolution, in: Socialist Modern, Hrsg. Paul Betts und Katherine Pence (Michigan 2006).
- Sexual Morality in 1960s West Germany, in: German History 23/3 (2005).
- Sexuality, Memory, Morality, in: History and Memory 17/1–2 (Frühjahr 2005).
- Sex and Secularization in Nazi Germany, in: Fascism and Neofascism. Critical Writings on the Radical Right in Europe, Hrsg. Angelica Fenner und Eric Weitz (Palgrave 2004).
- Postwar Ideologies and the Body Politics of 1968, in: German Ideologies since 1945. Studies in the Political Thought and Culture of the Bonn Republic, Hrsg. Jan-Werner Müller (Palgrave 2003).
- Desperately Seeking Normality. Sex and Marriage in the Wake of the War, in: Life after Death. Approaches to a Cultural and Social History of Europe during the 1940s and 1950s, Hrsg. Richard Bessel und Dirk Schumann (Cambridge 2003).
- Antifaschistische Körper. Studentenbewegung, sexuelle Revolution und antiautoritäre Kindererziehung, in: Nachkrieg in Deutschland, Hrsg. Klaus Naumann (Hamburger Edition, 2001).
- Sexuelle Revolution und Vergangenheitsbewältigung, in: Zeitschrift für Sexualforschung 13/2 (Juni 2000).
- ‘Pleasure, Sex, and Politics Belong Together’. Post-Holocaust Memory and the Sexual Revolution in West Germany, in: Intimacy, Hrsg. Lauren Berlant (Chicago, 2000).